# Vonda N. McIntyre
Vonda N. McIntyre   (Louisville, 28 d'agost de 1948 - Seattle, 1 d'abril de 2019) va ser una escriptora estatunidenca especialitzada en el gènere de la ciència-ficció.
Va nàixer a Louisville, Kentucky. És filla d'H. Neel i Vonda B. Keith McIntyre. Passà al principi de la seua infantessa per la cosa oriental dels Estats Units d'Amèrica i a La Haia, els Països Baixos, abans que la seua família es marxara a Seattle a principis de la dècada del 1960s. Aconseguí el títol de Bachelor of ScienceShe amb honors en biologia a la Universitat de Washington el 1970. Eixe mateix any va atendre el Taller d'Escriptors Clarion. McIntyre anà a la Universitat de Washington a graduar-se en genètica.
McIntyre inventà el nom del personatge d'Star Trek Mr. Sulu, el qual es convertí en canònic quan l'autor de l'adaptació en còmic, Peter David, visità el rodatge de Star Trek VI: The Undiscovered Country i convencé al director Nicholas Meyer perquè l'introduïra al guió de la pel·lícula.
Va escriure la novel·la The Moon & the Sun, que fou adaptada en una pel·lícula homònima.

## Guardons
- Guardó Hugo 1979. McIntyre fou la tercera dona en guanyar el premi Hugo.[4]
- 3 guardons Nebula (1974,1979,1998)
- 5 nominacions al James Tiptree Jr Memorial
- Guardó SFWA Service Award 2010